# کوئدلیندبورگ
شهر کوئدلیندبورگ (به آلمانی: Quedlinburg) در ایالت زاکسن-آنهالت در کشور آلمان واقع شده‌است.